# Sven Hansson (direktör)
Sven Arne Hansson, född 31 december 1926 i Skallsjö församling, Älvsborgs län, död 28 augusti 1995 i Täby församling, Stockholms län, var en svensk direktör.
Hansson studerade vid socialinstitutet i Göteborg och var nykterhetskurator i Jokkmokks landskommun och kommunalkamrer i Kinnarumma landskommun innan han på 1950-talet anställdes vid Stockholms stads gatukontor och blev 1961 borgarrådssekreterare åt Helge Berglund. Han var därefter chef för stadens småhusavdelning (SMÅA), finanssekreterare 1970–1974, fastighetsdirektör 1974–1982 och verkställande direktör för AB Svenska Bostäder 1983–1990. Han var även rådgivare och nära medarbetare till Hjalmar Mehr, John-Olof Persson, Albert Aronson och Mats Hulth. Han arbetade bland annat aktivt för utbyggnaden av norra Järvafältet (Kista, Husby och Akalla) och Skarpnäcksstaden. Han var på 1970-talet också initiativtagare till det så kallade 50-kortet inom Storstockholms Lokaltrafik. Han var också verkställande direktör i AB Strada.